# ناحیه کالومت، شهرستان کوک، ایلینوی
ناحیه کالومت (به انگلیسی: Calumet Township) یک منطقهٔ مسکونی در ایالات متحده آمریکا است که در شهرستان کوک (ایلینوی) واقع شده‌است. ناحیه کالومت ۱۲٫۱ کیلومتر مربع مساحت دارد ۱۸۲ متر بالاتر از سطح دریا واقع شده‌است.